# La familia Rampullet
 La familia Rampullet fue un programa humorístico que se transmitió por LR2 Radio Argentina de Argentina, de lunes a viernes, de 19.30 a 20 horas con libretos de Juan Andrés Bruno, un dramaturgo, poeta y guionista de radio que usaba los seudónimo de Julio A. Burón y los principales protagonistas –que se caracterizaron por interpretar a varios personajes- fueron Segundo Pomar (1880-1944) y, más adelante, Tomás Simari (1897-1981). El programa se transmitió desde fines de 1936 o comienzos de 1937 con el nombre de Aventuras de Jaime Rampullet y Manuelita Gutiérrez y, más adelante, pasó a llamarse La familia Rampullet.

## Argumento
El programa trataba acerca de los episodios que se sucedían dentro de una familia encabezada por un catalán llamado Jaime Rampullet, su esposa, el hijo de ambos Agapito, su esposa Desdémona,  el padre de esta, Don Nicola, que era italiano y Felipe, el adolescente hijo de Agapito, que componía poemas absurdos pero que a su mamá le parecían maravillosos, porque para ella su hijo era la "gloria de mama", a los que sumaban ocasionalmente otros personajes.
La calidad de catalán de uno de los personajes y de italiano de otro, daba lugar a discusiones, al igual que las que enfrentaban a Jaime Rampullet con su nuera o su nieto.  Desdémona no se privaba de replicar las críticas de su suegro, y cuando lo pescaba en falta solía decirle que era "mangiapane a tradimento", o sea que trataba de aprovecharse de su familia, lo que de alguna manera resumía la personalidad de Rampullet.
Algunas de las expresiones que usaba Rampullet eran las de "araña peluda" –referida a Felipe, téngase en cuenta que en esa se usaban pantalones cortos hasta cumplir 15 años, por lo que no era raro que al llegar “los largos” las piernas estuviesen cubiertas por una espesa vellosidad- la de  "¡bah, munjetas!" (munyetas),para restar importancia a algo y también "chupate esta mandarina" cuando los hechos le daban la razón.
Cada programa terminaba con una frase que se acomodaba al tema central, que si por ejemplo era la compra de una heladera, Rampullet decía "¿Heladeras a mí?" y todos respondían "¡Vamos, hombre!"

## Actores
El rol protagónico estuvo inicialmente a cargo del actor Segundo Pomar de quien el autor Alberto Migré contó que tenía una ductilidad especial gracias a la cual interpretaba más de catorce personajes, tanto a un italiano, a un catalán o a un guapo de Buenos Aires. Cuando Pomar se enfermó y debió retirarse, lo reemplazó Tomás Simari, quien también ponía voz a varios personajes: el catalán "Jaime Rampullet", "Agapito", de acento aporteñado, el italiano "don Nicola", "el Ñato", que hablaba gangoso, entre otros. Simari era presentado como "el hombre de las mil voces" pero no era un imitador, sino que sus personajes eran verdaderas creaciones, dialogaban entre sí, discutían, se gritaban, con voces tan diferentes entre sí que era casi imposible darse cuenta de que eran interpretados por el mismo actor.
Otros actores que trabajaron en el programa fueron Lita Calvo, Anita Grande, Eduardo Zacarías, Pablo Cumo, Nelly Beltrán, Hilda Viñas y Jorge Marchesini.